# Neoraja
Neoraja é um género de peixe da família Rajidae.
Este género contém as seguintes espécies:
- Neoraja stehmanni